# Pealius azaleae
Pealius azaleae là một loài côn trùng cánh nửa trong họ Aleyrodidae, phân họ Aleyrodinae.
Pealius azaleae được Baker & Moles miêu tả khoa học đầu tiên năm 1920.